# Олександр Казимир Сапіга
Олександр Казимир Сапіга гербу Лис (пол. Aleksander Kazimierz Sapieha; 13 травня 1624, Мацеїв — 22 травня 1671, Вільно) — єпископ вільнюський і жмудський, великий референдар литовський у 1657 році, секретар Його Величності, канонік вільнюський і варшавський.

## Біографія
Він був сином володимирського підкоморія Фридерика Сапіги, братом овруцького старости Яна Фридерика, обозного великого литовського Томаша Казимира та крайчого великого литовського Кшиштофа Францішека .
Навчався в єзуїтському колегіумі в Любліні, потім у Вільнюській академії, відвідував колегіум Новодворського у Кракові. 1638 р. він розпочав навчання в Краківській академії. Став королівським секретарем. Продовжував вивчати канонічне право в Падуї (1647), Болоньї (1648), Римі (1649) та Парижі.
14 травня 1650 року став пробсом[джерело?]  вільнюської капітули. 17 липня того ж року висвячений на священника. У жовтні 1650 року його призначили до єпископського суду. 1655 року став єпископом-помічником вільнюським і титулярним єпископом Мефону на Пелопоннесі. 4 квітня 1659 року отримав також Жмудське єпископство.
Улітку 1659 року, як посланець короля Яна II Казимира, вгамував бунт солдатів у литовській армії. На сеймі 1662 року призначений комісаром від сенату для сплати армії Великого князівства Литовського, призначений до військової та фіскальної комісії, під час якої він намагався примирити гетьманів Павла Сапігу та Вінцента Госевського. Брав активну участь у зборах Вільнюського сейму.
Після зречення Яна II Казимира 1668 року підтримав кандидатуру рейнського герцога Філіпа Вільгельма.
У серпні 1668 року став єпископом вільнюським. Помер 22 травня 1671 року у Вільнюсі, похований у Вільнюському соборі.